# Piampatara ocreata
Piampatara ocreata är en skalbaggsart som först beskrevs av Bates 1885. Piampatara ocreata ingår i släktet Piampatara och familjen långhorningar.
Artens utbredningsområde är:
- Costa Rica.
- Panama.

Inga underarter finns listade i Catalogue of Life.